# William Nordhaus
William Dawbney Nordhaus, „Bill” (ur. 31 maja 1941 w Albuquerque) – amerykański ekonomista, profesor ekonomii na Uniwersytecie Yale (w Connecticut), laureat Nagrody Banku Szwecji im. Alfreda Nobla w dziedzinie ekonomii za 2018 rok (wspólnie z Paulem Romerem).

## Życiorys
Obronił licencjat na Uniwersytecie Yale w 1963 r., a następnie otrzymał tytuł profesora ekonomii w 1967 r. na Massachusetts Institute of Technology (MIT) w Cambridge. Od 1986 do 1988 r. był provostem Uniwersytetu Yale, a w latach 1992–1993 prorektorem ds. finansów i administracji tejże uczelni. Wspólnie z Jamesem Tobinem opracował w 1972 r. miernik dobrobytu ekonomicznego.
W latach 1977–1979 był członkiem Rady Doradców Ekonomicznych prezydenta Jimmy’ego Cartera. Wielokrotnie brał udział w pracach rad i komitetów narodowych, m.in. ds. energii nuklearnej i alternatywnej, efektu cieplarnianego, nagłej zmiany klimatu. Przewodniczył Komitetowi National Academy of Sciences, który opracował raport rekomendujący szersze uwzględnianie aktywności pozaekonomicznej jako części gospodarki.

## Praca naukowa
W swoim dorobku posiada ponad 100 publikacji naukowych, ponad 80 prac naukowych, a także ponad 20 książek, m.in. Invention, Growth and Welfare, Is Growth Obsolete?, The Efficient Use of Energy Resources, Reforming Federal Regulation, Managing the Global Commons, Warming the World. Jest także współautorem popularnego podręcznika ekonomii, przetłumaczonego na wiele języków, pierwotnie napisanego przez Paula Samuelsona.
Swoją pracę naukową skupia na dziedzinach wzrostu gospodarczego, w tym surowców naturalnych (jak surowce ograniczają wzrost gospodarczy). Stworzył modele opisujące radzenie sobie ze zmianami klimatycznymi – modele DICE i RICE. Zajmował się także zachowaniem cen i płac, rachunkowością, cyklami koniunkturalnymi, produktywnością czy tak zwaną nową ekonomią.
Obecnie bierze udział w pracach nad projektami G-Econ (Geography and Economic Activity: The G-Econ project) oraz A new economic globe can be seen.

## Członkostwo w organizacjach
Jest członkiem wielu organizacji, zrzeszeń, komitetów naukowych nie tylko w Stanach Zjednoczonych – w sumie powyżej 30. Najważniejsze z nich to National Academy of Sciences, American Academy of Arts and Sciences, National Bureau of Economic Research, Brookings Panel on Economic Activity. W 2004 otrzymał nagrodę specjalnego członka Amerykańskiego Zrzeszenia Ekonomistów.

## Życie prywatne
Mieszka w centrum New Haven z żoną Barbarą, która pracuje w Yale Child Study Center.